# Защищённая гавань (Дюссельдорф)

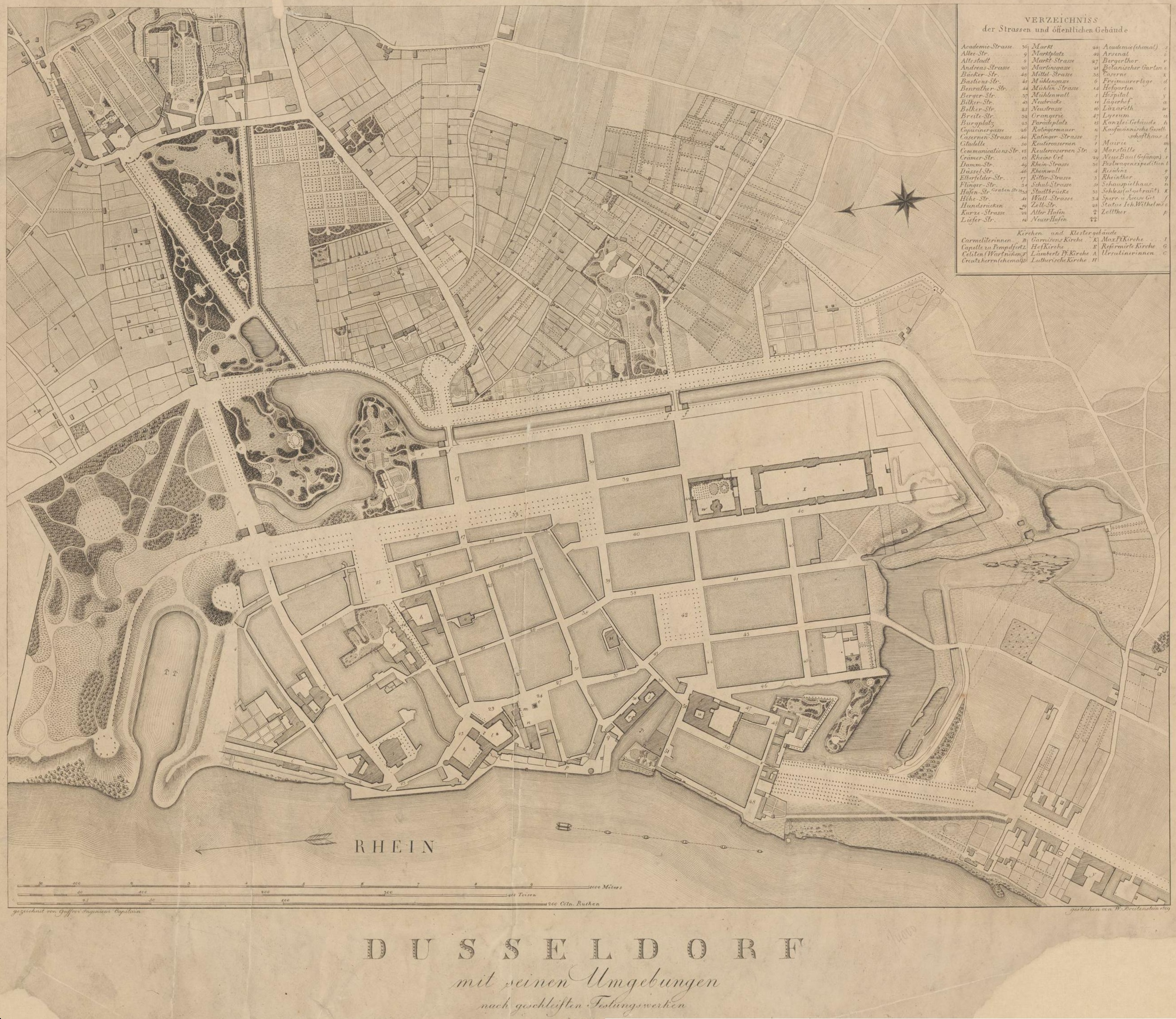
Проектируемая защищённая гавань на плане города 1809 года (внизу слева)

Защищённая гавань (Дюссельдорф) (нем. Sicherheitshafen (Düsseldorf)), называемая также «Наполеоновской гаванью» — ранее существовавшая внутренняя гавань на северном окончании Старого города Дюссельдорфа на Рейне. Она служила для защиты речных судов от непогоды, обмеления или наводнения реки, а также в периоды ледоходов.

Вход с Рейна в защищённую гавань Дюссельдорфа, 1843

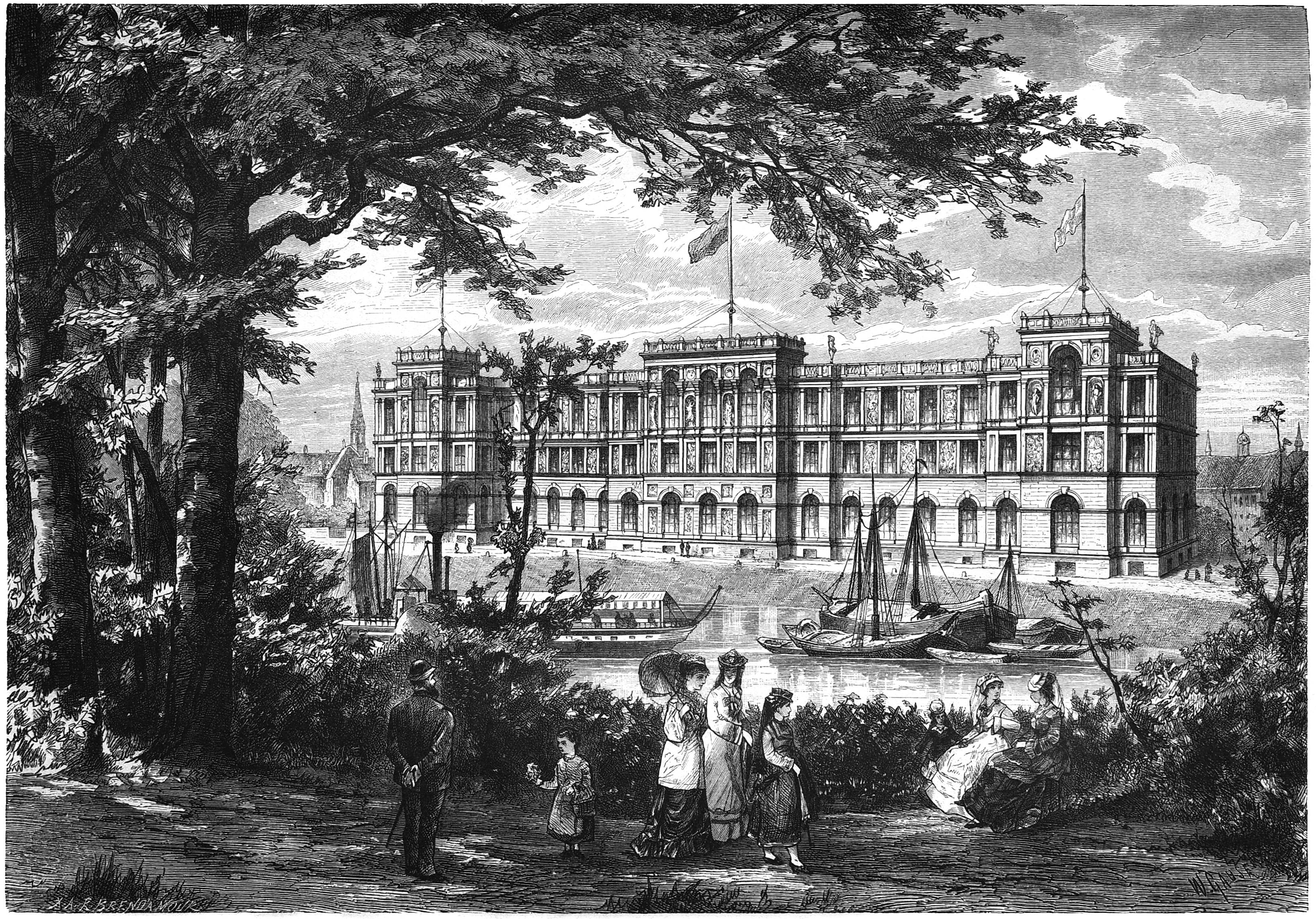
Защищённая гавань между Хофгартеном и новым зданием Академии искусств, 1879

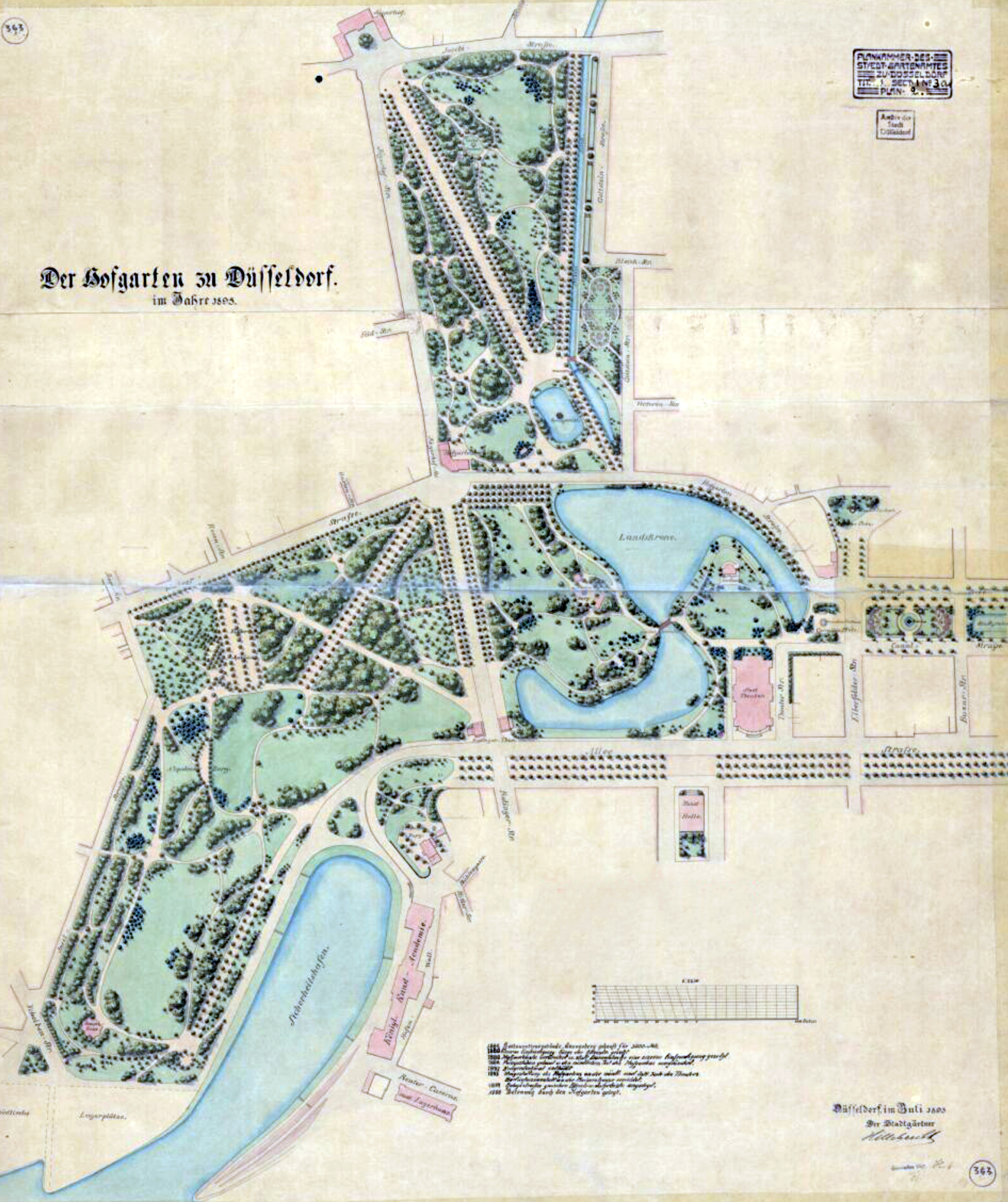
План Хофгартена на городском плане парков Дюссельдорфа, 1895 (гавань внизу слева)

## История

### Строительство
Прежде чем была введена в действие Шестая статья Люневильского мира, заключённого 9 февраля 1801 года между Священной Римской империей и Францией, в которой указывалось, что крепостная стена Дюссельдорфа должна быть снесена (она сильно пострадала в Войну первой коалиции), под руководством Франца Карла Йозефа Антона фон Хомпеш цу Больхайма (придворный министр финансов) и по желанию курфюрста Максимилиана Баварского был составлена концепция нового использования освободившейся территории. Эта программа предусматривала наряду с преобразованием и украшением города эспланадами, устройство новых водоёмов, питающихся от речки Дюссель. В их число вошли: новая аллея (ныне Аллея Генриха Гейне, городской канал (ныне Королевская аллея, пруд в Хофгартене (ныне называемый «Ландскроне»), сам Придворный сад (собственно Хофгартен) и защищённая гавань. Эта гавань должна была заменить старую защищённую гавань, которая с XVI века располагалась в районе нынешней улицы Хафен-штрассе (Hafenstraße) — между старой частью города и цитаделью.
Техническое планирование, предшествующее обустройству новых территорий, с 28 января 1802 года разрабатывала специальная комиссия под руководством надворного советника Георга Арнольда Якоби (1768—1845). В неё вошли придворный архитектор Каспар Антон Хушбергер, инженер-капитан Ф. Х. фон Доуве и мастер-гидротехник Кристиан Вильгельм Г. Бауер. В 1803—1804 годах в эту комиссию также входил садово-парковый архитектор Максимилиан Фридрих Вайе, который совмещал планирование со своей схемой Английского пейзажного парка.
Когда в 1806 году Наполеон создал Великое герцогство Берг и отдал его под управление зятя Иоахима Мюрата, планирование было продолжено, как далее и при и при его приемнике, несовершеннолетнем Наполеоне Луи Бонапарте. Когда император Наполеон осматривал столицу княжества в ноябре 1811 года, то с ним обсуждались также планы по градостроительному преобразованию Дюссельдорфа. 17 декабря 1811 император принял так называемый «декрет приукрашивания» Дюссельдорфа. В этом декрете было сказано, в том числе, о строительстве защитной гавани (в течение двух лет) и передаче под строительство соответствующей территории. Финансирование должен был осуществлять город Дюссельдорф.
Работы по выемке грунта осуществлялись в принудительном порядке. Выбранная масса земли использовалась Максимилианом Вайе для улучшения ландшафтного дизайна Хофгартена. Таким образов были насыпан холм «Гора Наполеона» у нынешней улицы Инзель-штрассе (Inselstraße) и холм «Ананасовая гора» у пруда Ландскроне, а также поднята небольшая береговая полоса у Рейна к северу от защищённой гавани. Завершила работы аллея вдоль набережной гавани с деревянной ротондой, которую назвали «Прекрасный вид» (Schöne Aussicht). Придворный сад (Хофгартен) был продолжен до Рейна.
Гавань не успели открыть, так как империя Наполеона потерпела крах, Великое княжество Берг в 1813 году было ликвидировано и в 1815 году прирейнские территории отошли к Пруссии. Тем не менее работы по доведению защищённой гавани до эксплуатационных норм были продолжены. 12 марта 1822 году она была открыта, получив правила внутреннего распорядка. Здесь можно было швартовать до 50 речных судов.
В 1875 году на южной стороне гавани началось строительство нового здания Дюссельдорфской академии художеств. в 1880 году вновь образованный Вёсельный союз Дюссельдорфа (Ruderverein 1880 e.V.) получил право разместить в гавани на постоянной основе отслужившее свой век судно для хранения лодок.

### Закрытие
После того, как в 1896 было решено перенести защищённую гавань на новое место (район Лаусвард, к югу от старого города), её опустевшая территория была отдана под строительство рейнского Оберкассельского моста. В связи с этим, до 1898 года защищённая гавань была засыпана. На её месте было возведено восточное окончание Оберкассельского моста и съезд с него в город, а также обрамлённая зеленью улица Бендеман-штрассе (Bendemannstraße), названная в честь художника и директора Дюссельдорфской академии художеств Эдуарда Бендемана. Позже эта улица была переименована в улицу Фрица Рёбера (Fritz-Roeber-Straße), который также был художником и директором Дюссельдорфской академии художеств.
В 1969—1973 годах, в связи со строительством нового Оберкассельского вантового моста через Рейн, береговые опоры были смещены на несколько десятков метров вверх по течению, но с переездом моста на прежнее место 7-8 апреля 1976 года, всё было восстановлено.